# Нуйома, Ковамбо
Ковамбо Теопольдин Качимуне Нуйома (урождённая Мушимба) (англ. Kovambo Nujoma; 10 марта 1933, Виндхук, Юго-Западная Африка) — намибийский политический деятель, бывшая первая леди Намибии с 1990 по 2005 год, супруга президента Сэма Нуйомы. «Мать нации».
Представительница народа гереро. 6 мая 1951 года вышла замуж за Сэма Нуйому, впоследствии лидера Народно-освободительной армии Намибии (НОАК). У них родилось четверо детей — три сына и дочь. Их сын Утони Нуйома в марте 2010 года стал министром иностранных дел Намибии.
В отличие от своего мужа, после его ухода в отставку, Ковамбо Нуйома прожила в Юго-Западной Африке ещё десять лет, прежде чем отправиться в изгнание.
В День Героев 2014 года Нуйома была награждена Орденом Солнца 1-й степени.
- В её честь спущено на воду и названо современное судно «Ковамбо» и названа улица «Kovambo Nujoma Drive»[2].